# Chrono des Nations
Chrono des Nations - Les Herbiers Vendée eller Chrono des Herbiers er et fransk endagsløb i landevejscykling som arrangeres hvert år i oktober. Løbet er en individuel enkeltstart, efterfølger til Grand Prix des Nations der fungerede som en art uofficielt VM, før enkeltstart kom på VM-programmet i 1994. Løbet er blevet arrangeret siden 1982. Løbet er af UCI klassificeret med 1.1 og er en del af UCI Europe Tour. Løbet har flere gange været afslutningen på UCI Europe Tour, og fungerer ofte i dag som en art rematch efter VM-enkeltstarten. Løbet har også en dame og en U23 konkurrence.

## Vindere

### Elite herrer
| År                                            | Vinder               | Toer                   | Treer                 |
| --------------------------------------------- | -------------------- | ---------------------- | --------------------- |
| amatørkonkurrence Chrono des Herbiers         |                      |                        |                       |
| 1982                                          | Gary Dowdell         | Håkan Jensen           | Patrice Esnault       |
| 1983                                          | Dave Akam            | Patrice Esnault        | Bruno Cornillet       |
| 1984                                          | Patrice Esnault      | Éric Dudoit            | Philippe Glowacz      |
| 1985                                          | Bernard Richard      | Claude Séguy           | Paul Quentel          |
| 1986                                          | Franck Petiteau      | Laurent Bezault        | Pascal Lance          |
| 1987                                          | Pascal Lance         | Franck Petiteau        | Armand de Las Cuevas  |
| åben konkurrence (amatører og professionelle) |                      |                        |                       |
| 1988                                          | Pascal Lance         | Thomas Hartmann        | Philippe Bouvatier    |
| 1989                                          | Marko Jeletich       | Bernard Richard        | Thierry Dupuy         |
| 1990                                          | Jan Karlsson         | Francis Moreau         | Michael Rich          |
| 1991                                          | Jan Karlsson         | Thierry Marie          | Hervé Garel           |
| 1992                                          | Artūras Kasputis     | Marek Leśniewski       | Jan Karlsson          |
| 1993                                          | Chris Boardman       | Pascal Lance           | Eddy Seigneur         |
| 1994                                          | Pascal Lance         | Thierry Marie          | Jan Karlsson          |
| 1995                                          | Jan Karlsson         | Bert Roesems           | Andreas Walzer        |
| 1995 (2)                                      | Pascal Lance         | Marek Leśniewski       | Nicolas Aubier        |
| for professionelle                            |                      |                        |                       |
| 1996                                          | Chris Boardman       | Laurent Brochard       | Neil Stephens         |
| 1997                                          | Sergej Gontjar       | Tony Rominger          | Francisque Teyssier   |
| 1998                                          | Sergej Gontjar       | Gilles Maignan         | Francisque Teyssier   |
| 1999                                          | Sergej Gontjar       | Gilles Maignan         | Christophe Moreau     |
| 2000                                          | Jean Nuttli          | Sergej Gontjar         | László Bodrogi        |
| 2001                                          | Jean Nuttli          | László Bodrogi         | Sergej Gontjar        |
| 2002                                          | Michael Rich         | Fabian Cancellara      | Bert Roesems          |
| 2003                                          | Michael Rich         | Bert Roesems           | Uwe Peschel           |
| 2004                                          | Bert Roesems         | Vladimir Gusev         | Sebastian Lang        |
| 2005                                          | Ondřej Sosenka       | Michael Rogers         | Vladimir Gusev        |
| Chrono des Nations                            |                      |                        |                       |
| 2006                                          | Raivis Belohvoščiks  | Brian Vandborg         | Matti Helminen        |
| 2007                                          | László Bodrogi       | Raivis Belohvoščiks    | Stef Clement          |
| 2008                                          | Stef Clement         | Manuel Quinziato       | Raivis Belohvoščiks   |
| 2009                                          | Alekszandr Vinokurov | Jean-Christophe Péraud | Юрій Кривцов          |
| 2010                                          | David Millar         | Edvald Boasson Hagen   | Lieuwe Westra         |
| 2011                                          | Tony Martin          | Gustav Larsson         | Alex Dowsett          |
| 2012                                          | Tony Martin          | Sylvain Chavanel       | Taylor Phinney        |
| 2013                                          | Tony Martin          | Gustav Larsson         | Sylvain Chavanel      |
| 2014                                          | Sylvain Chavanel     | Jérémy Roy             | Reidar Borgersen      |
| 2015                                          | Vasil Kiryjenka      | Marcin Białobłocki     | Johan Le Bon          |
| 2016                                          | Vasil Kiryjenka      | Jonathan Castroviejo   | Martin Toft Madsen    |
| 2017                                          | Martin Toft Madsen   | Mikkel Bjerg           | Jonathan Castroviejo  |
| 2018                                          | Martin Toft Madsen   | Mikkel Bjerg           | Stéphane Rossetto     |
| 2019                                          | Jos van Emden        | Filippo Ganna          | Primož Roglič         |
| 2020 aflyst                                   |                      |                        |                       |
| 2021                                          | Stefan Küng          | Martin Toft Madsen     | Alessandro De Marchi  |
| 2022                                          | Stefan Küng          | Tobias Foss            | Matteo Sobrero        |
| 2023                                          | Joshua Tarling       | Remco Evenepoel        | Stefan Bissegger      |
| 2024                                          | Stefan Küng          | Jay Vine               | Johan Price-Pejtersen |
| 2025                                          |                      |                        |                       |

Note
- To konkurrencer blev afholdt (amatører og professionelle) i 1995. Jan Karlsson vandt for amatørerne og Pascal Lance for de professionelle.

### Elite damer
| År                                     | Vinder              | Toer                      | Treer                     |        |
| -------------------------------------- | ------------------- | ------------------------- | ------------------------- | ------ |
| Chrono des Nations                     |                     |                           |                           |        |
| 1987                                   | Jeannie Longo       | Cécile Odin               | Roberta Bonanomi          |        |
| 1988                                   | Maria Canins        | Cécile Odin               | Annie Rebière             |        |
| 1989                                   | Maria Canins        | Nathalie Six              | Fiona Madden              |        |
| 1990                                   | Astrid Schop        | Fiona Madden              | Leontien van Moorsel      |        |
| 1991                                   | Nathalie Gendron    | Astrid Schop              | Laurence Leboucher        |        |
| 1992                                   | Jeannie Longo       | Barbara Ganz              | Luzia Zberg               |        |
| 1993                                   | Roselyne Riou       | Georgina Pechard          | Margareth Castel-Heurtaux |        |
| 1994                                   | Marion Clignet      | Roselyne Riou             | Maryline Salvetat         |        |
| 1995                                   | Jeannie Longo       | Roselyne Riou             | Chrystèle Richard         |        |
| 1996                                   | Chrystèle Richard   | Maryline Salvetat         | Françoise Leprod'homme    |        |
| 1997                                   | Zulfija Zabirova    | Maryline Salvetat         | Roselyne Riou             |        |
| 1998                                   | Zulfija Zabirova    | Géraldine Jehl-Loewenguth | Florence Marrens          |        |
| 1999                                   | Zulfija Zabirova    | Géraldine Jehl-Loewenguth | Walentina Polchanowa      |        |
| 2000                                   | Jeannie Longo       | Géraldine Jehl-Loewenguth | Maryline Salvetat         |        |
| 2001                                   | Edwige Pitel        | Blandine Camus            | Élodie Touffet            |        |
| 2002                                   | Zulfija Zabirova    | Jeannie Longo             | Cathy Moncassin-Prime     |        |
| 2003                                   | Margaret Hemsley    | Joane Somarriba           | Kathy Watt                |        |
| 2004                                   | Edwige Pitel        | Kathy Watt                | Zulfija Zabirova          |        |
| 2005                                   | Edwige Pitel        | Priska Doppmann           | Marina Jaunatre           |        |
| Chrono des Nations Les Herbiers Vendée |                     |                           |                           |        |
| 2006                                   | Priska Doppmann     | Zulfija Zabirova          | Marina Jaunatre           |        |
| 2007                                   | Susanne Ljungskog   | Bridie O'Donnell          | Priska Doppmann           |        |
| 2008                                   | Susanne Ljungskog   | Jeannie Longo             | Charlotte Becker          |        |
| Chrono des Nations                     |                     |                           |                           |        |
| 2009                                   | Jeannie Longo       | Trine Schmidt             | Julia Shaw                |        |
| 2010                                   | Jeannie Longo       | Amber Neben               | Edwige Pitel              |        |
| 2011                                   | Amber Neben         | Kristin Armstrong         | Olga Sabelinskaja         |        |
| 2012                                   | Amber Neben         | Alison Tetrick            | Edwige Pitel              |        |
| 2013                                   | Hanna Solovej       | Alison Tetrick            | Elisa Longo Borghini      |        |
| 2014                                   | Hanna Solovej       | Alison Tetrick            | Mélodie Lesueur           |        |
| 2015                                   | Tatjana Antosjina   | Hanna Solovej             | Ann-Sophie Duyck          |        |
| 2016                                   | Ann-Sophie Duyck    | Hayley Simmonds           | Lotta Lepistö             |        |
| 2017                                   | Audrey Cordon-Ragot | Ann-Sophie Duyck          | Hayley Simmonds           |        |
| 2018                                   | Olga Sabelinskaja   | Emma Norsgaard            | Audrey Cordon-Ragot       |        |
| 2019                                   | Leah Thomas         | Vita Heine                | Emma Norsgaard            |        |
| 2020                                   | aflyst              | aflyst                    | aflyst                    | aflyst |
| 2021                                   | Marlen Reusser      | Anna Kiesenhofer          | Mieke Kröger              |        |
| 2022                                   | Ellen van Dijk      | Valerija Kononenko        | Amber Neben               |        |
| 2023                                   | Anna Kiesenhofer    | Christina Schweinberger   | Valerija Kononenko        |        |
| 2024                                   | Grace Brown         | Vittoria Guazzini         | Anna Kiesenhofer          |        |
| 2025                                   |                     |                           |                           |        |

### U23 herrer
| År   | Vinder                   | Toer                  | Treer              |
| ---- | ------------------------ | --------------------- | ------------------ |
| 1993 | Sébastien Noel           | Samuel Renaux         | Roman Krylov       |
| 1994 | Sébastien Noel           | Samuel Renaux         | Gilles Rouyau      |
| 1995 | Anthony Morin            | Guillaume Auger       | Damien Nazon       |
| 1996 | Florent Brard            | László Bodrogi        | Christophe Barbier |
| 1997 | Guillaume Auger          | László Bodrogi        | Stephano Panetta   |
| 1998 | Oleg Joukov              | László Bodrogi        | Florent Brard      |
| 1999 | Jurij Krivtsov           | Christian Poos        | Eric Trokimo       |
| 2000 | Niels Brouzes            | Jurij Krivtsov        | Mariusz Witecki    |
| 2001 | Jurij Krivtsov           | Xavier Pache          | David Le Lay       |
| 2002 | Gianluca Moi             | Jochen Rochau         | Damien Monier      |
| 2003 | Damien Monier            | Émilien-Benoît Bergès | Jean Zen           |
| 2004 | Olivier Kaisen           | Florian Morizot       | Nicolas Rousseau   |
| 2005 | Dimitri Champion         | Mickaël Muck          | Nicolas Baldo      |
| 2006 | Dominique Cornu          | Yoann Offredo         | Stéphane Rossetto  |
| 2007 | Michael Færk Christensen | Yoann Offredo         | Alexandre Roux     |
| 2008 | Julien Fouchard          | Fabien Taillefer      | Daniel Kreutzfeldt |
| 2009 | Romain Lemarchand        | Étienne Pieret        | Nicolas Boisson    |
| 2010 | Alex Dowsett             | Romain Bacon          | Nicolas Bonnet     |
| 2011 | Yoann Paillot            | Erwan Téguel          | Pierre Lebreton    |
| 2012 | Yoann Paillot            | Joseph Perrett        | Alexis Guérin      |
| 2013 | Ryan Mullen              | Bruno Armirail        | Alexis Guérin      |
| 2014 | Alexis Dulin             | Rémi Cavagna          | Edmund Bradbury    |
| 2015 | Truls Engen Korsæth      | Julian Braun          | Louis Pijourlet    |
| 2016 | Louis Louvet             | Maxime Roger          | Louis Pijourlet    |
| 2017 | Mathias Norsgaard        | Christoffer Lisson    | Louis Louvet       |
| 2018 | Mathias Norsgaard        | Alexys Brunel         | Matt Langworthy    |
| 2019 | Jasper De Plus           | Mathias Norsgaard     | Clément Davy       |
| 2020 | aflyst                   | aflyst                | aflyst             |
| 2021 | Antoine Devanne          | Branko Huys           | Jon Knolle         |
| 2022 | Alec Segaert             | Søren Wærenskjold     | Pierre Thierry     |
| 2023 | Kacper Gieryk            | Maximilian Cushway    | Jonas Walton       |